# Istana Negara (Jalan Istana)

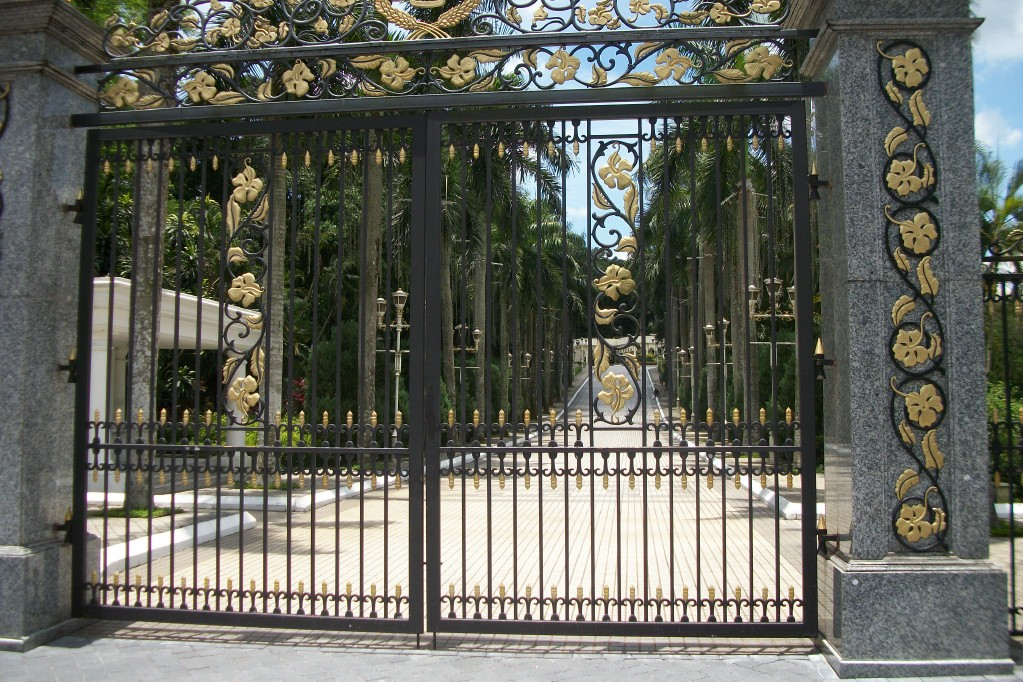
Ingresso del palazzo.

L'Istana Negara (che in lingua malese vuol dire Palazzo Nazionale) di Jalan Istana è l'ex residenza dello Yang di-Pertuan Agong (Re Supremo) di Malesia. Sorge su un terreno di 13 acri (50.000 m²), in una posizione dominante sul pendio della collina di Bukit Petaling che si affaccia sul fiume Klang, lungo Jalan Syed Putra.
È stato sostituito da un nuovo palazzo come residenza ufficiale del re nel 2011. Dal 2013 è Museo Reale.

## Storia
Il palazzo era in origine una residenza a due piani chiamata The Big House costruita nel 1928 da un locale cinese milionario, Chan Ala. Durante l'occupazione giapponese del 1942 - 1945, è stato utilizzato come residenza del governatore giapponese. Dopo la resa di questi ultimi il 15 agosto 1945, l'Amministrazione Militare Britannica (BMA) lo requisì per trasformarlo in un alloggio per ufficiali militari con rango brigadiere. Con la formazione della Federazione della Malesia nel 1950, il governo dello Stato di Selangor ha affittato la residenza dai proprietari per 5 000 dollari dello Stretto al mese fino all'indipendenza completa nel 1957. È stato quindi ristrutturato e trasformato nel palazzo di Sua Maestà il Sultano di Selangor. Nel 1957, i proprietari hanno venduto i 13 acri al governo federale per una cifra di 1,4 milioni di dollari dello Stretto. Il governo federale ha poi stabilito che l'Istana Negara sia la residenza ufficiale dello Yang di-Pertuan Agong di Malaya che era in procinto di raggiungere l'indipendenza ad agosto. Da allora ha subito diverse ristrutturazioni e ampliamenti. La più ampia riqualificazione è stata effettuata nel 1980, in vista della prima cerimonia di insediamento dello Yang di-Pertuan Agong presso l'Istana Negara. Prima di qui le cerimonie di insediamento si sono svolte presso la Tunku Abdul Rahman Hall di Jalan Ampang a Kuala Lumpur.
Dopo che la corte reale si è spostata nel nuovo palazzo a Jalan Duta nel dicembre 2011, è stato utilizzato per una mostra reale chiamata Raja Kita, in concomitanza con l'investitura di Tuanku Abdul Halim Mu'adzam Shah come 14° Yang di-Pertuan Agong nel 2012. La mostra è iniziata il 15 aprile 2012 ed è terminata il successivo 8 dicembre. 314.757 visitatori, sia locali che stranieri, hanno visitato la mostra tra il 15 aprile e il 7 dicembre.
Dal 2013 in poi, due guardie in abbigliamento tradizionale malese sono di stanza nell'ingresso principale del vecchio Istana Negara in ricordo del passato della residenza. Il ministro dell'informazione, della comunicazione e della cultura Rais Yatim ha detto che la pratica contribuirà a mantenere il vecchio palazzo come imperdibile meta turistica. Molte camere e sale del vecchio Istana Negara sono aperte ai visitatori per conoscere gli usi dei tredici monarchi che lo hanno abitato. È stato elaborato un inventario delle collezioni del palazzo nel tentativo di conservarle. Rais Yatim ha chiesto alla polizia reale e al Dipartimento dei Musei di collaborare nella gestione delle collezioni.

## Zone del palazzo e loro uso

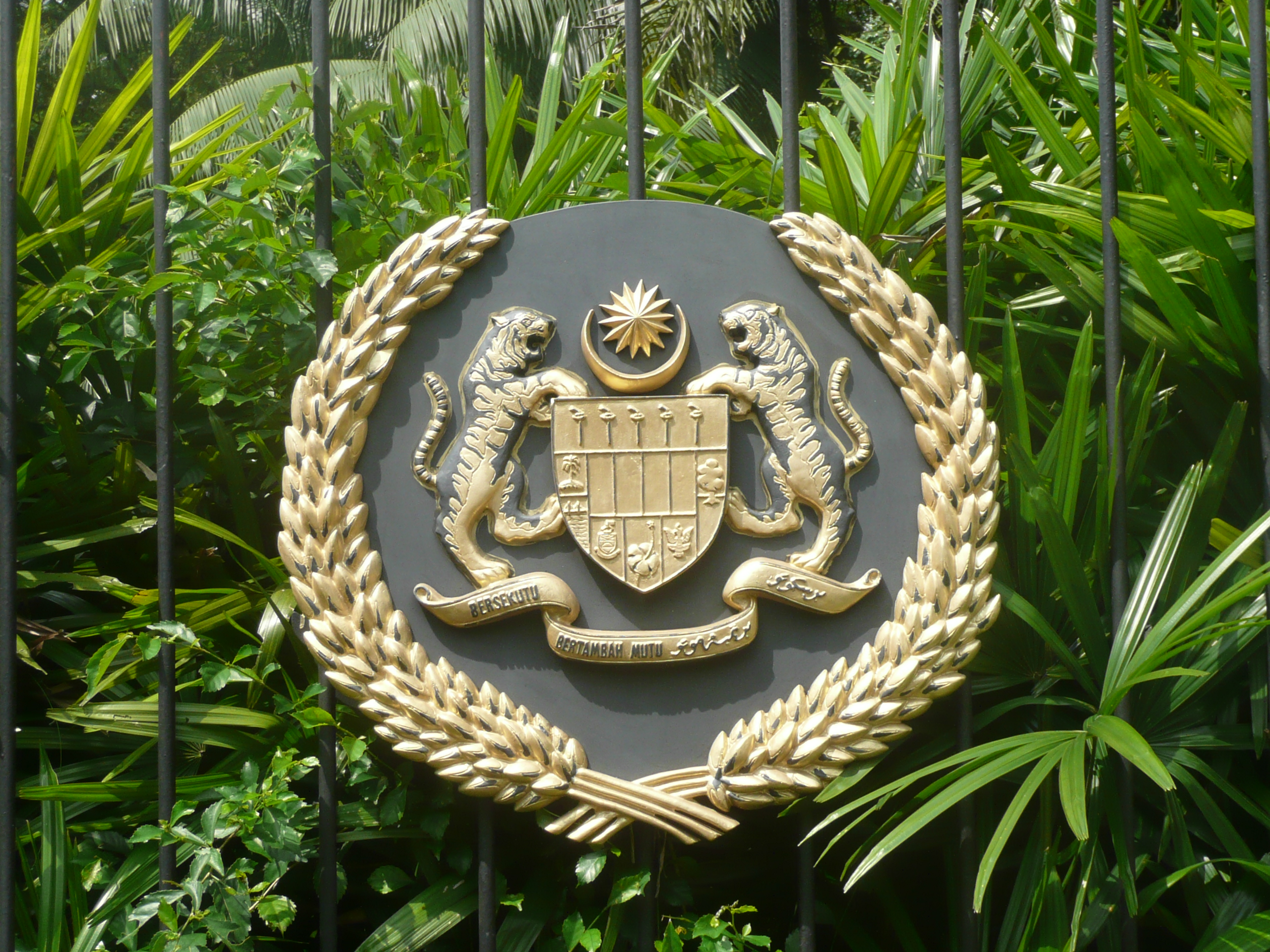
Stemma della Malesia situato nella recinzione.

### Compound
L'edificio è immerso in un terreno di 11,34 ettari con una vasta varietà di piante e fiori, una piscina e un campo da badminton al coperto. I giardini del palazzo non vengono aperti al pubblico e ai turisti, pertanto l'ingresso principale del palazzo è uno dei luoghi preferito dai visitatori.
L'intera area è recintata e lo stemma reale è posto su ogni barra d'acciaio tra due pilastri della barricata. Nella parte anteriore dell'Istana Negara, c'è l'ingresso principale che ricorda un arco. Su ogni lato dell'arco, ci sono due posti di guardia per ospitare due membri della cavalleria nella loro uniforme, simili a quelli di Buckingham Palace, a Londra. Dal 2013 in poi, l'uniforme completa è un tradizionale abito malese.
Nel giardino del palazzo vi è una casa di guardia per i membri del reggimento reale malese, una delle due unità reali delle Forze Armate malesi (l'altro è lo squadrone malese cerimoniale a cavallo). Nella tenuta ci sono anche un campo da golf a sei buche, campi da tennis e un lago.
Il viale di ingresso, fiancheggiato da cipressi e casuarine, conduce ai due ingressi, uno per l'ala ovest e l'altro per l'ala est.

### Ala est
Il Balai Rong Seri o sala del trono si trova nell'ala est ed è stata utilizzata solo per funzioni ufficiali e consuetudinarie. Queste includevano occasioni cerimoniali, il rito di investitura, la nomina di un nuovo primo ministro e le cerimonie di nomina e giuramento dei ministri e dei governatori statali. Questo è anche il luogo dove si svolgeva la presentazione e l'accettazione dei diplomatici stranieri. A volte serviva come sala per banchetti.
La seconda sala al primo piano è la Dewan Mengadap dove il sovrano riceveva gli ospiti d'onore come capi di Stato e dignitari stranieri. Questa sala fungeva anche da luogo di riposo dei sultani e dei governatori nel corso della Conferenza dei regnanti. Le altre camere sono Bilik Duta, Bilik Permaisuri e Bilik Menteri. La Bilik Duta è la stanza dove il monarca riceveva il Primo ministro e gli ospiti d'onore. La regina riceveva i suoi ospiti al Bilik Permaisuri mentre il Bilik Menteri era la sala di riposo per gli ospiti.

### Ala ovest
La Conferenza dei governanti si teneva presso il Bilik Mesyuarat Raja-Raja, situato in questo settore.

## Nuovo palazzo reale
Il nuovo Istana Negara si in località Jalan Duta. La corte si trasferì nel nuovo palazzo nel dicembre 2011.
La costruzione cominciò a metà del 2007 e fu completata nel 2011 per un costo complessivo di 997 milioni di Ringgit. Il ministro delle opere pubbliche Shaziman Abu Mansor ha affermato che il palazzo è ora "la più incredibile realizzazione architettonica di Kuala Lumpur, superando anche le Torri Petronas".

## Galleria d'immagini

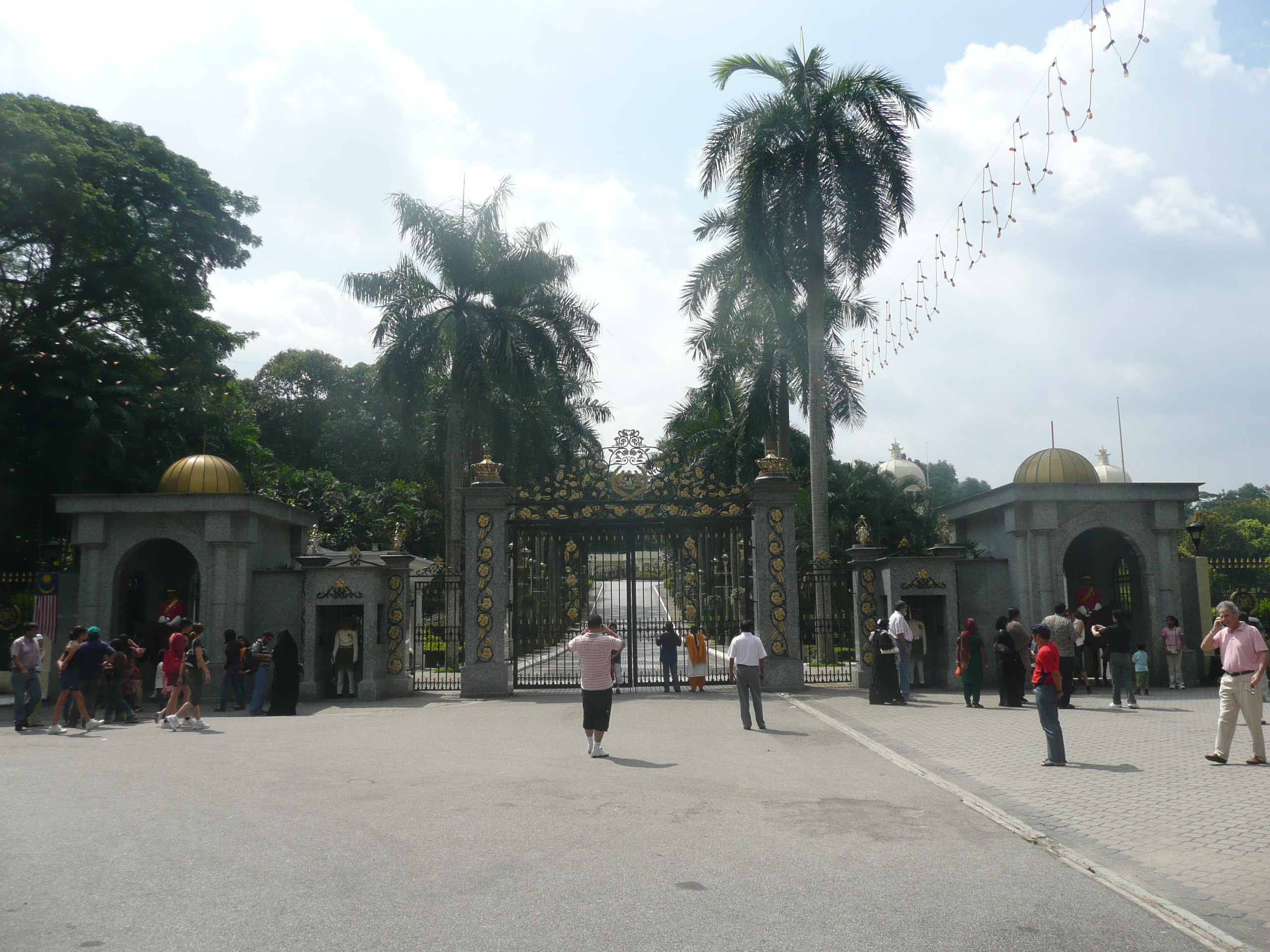
L'ingresso principale è popolare tra i turisti per scattare fotografie.
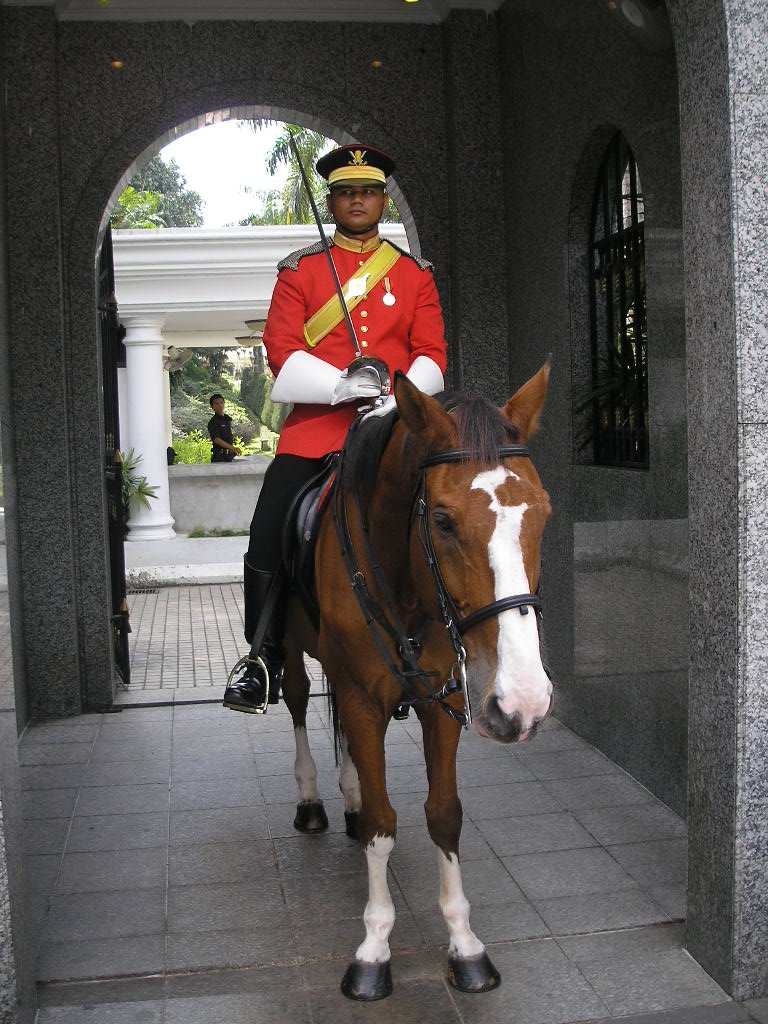
Guardia reale a cavallo di guardia al cancello principale.
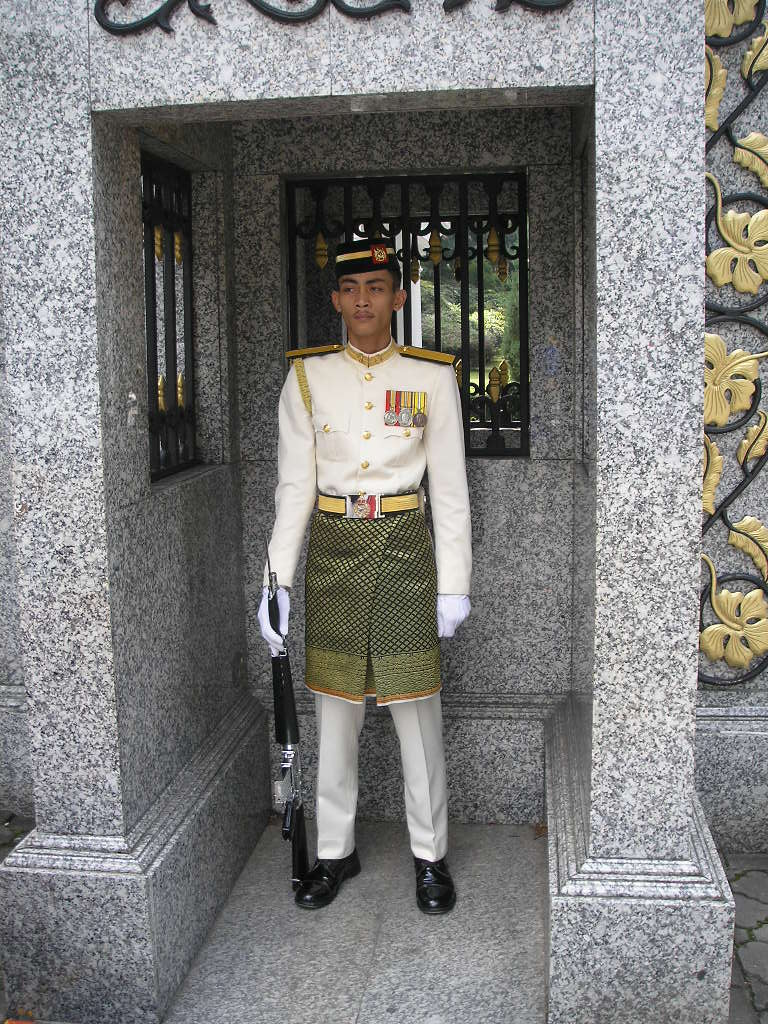
Guardia reale nel tradizionale samping.
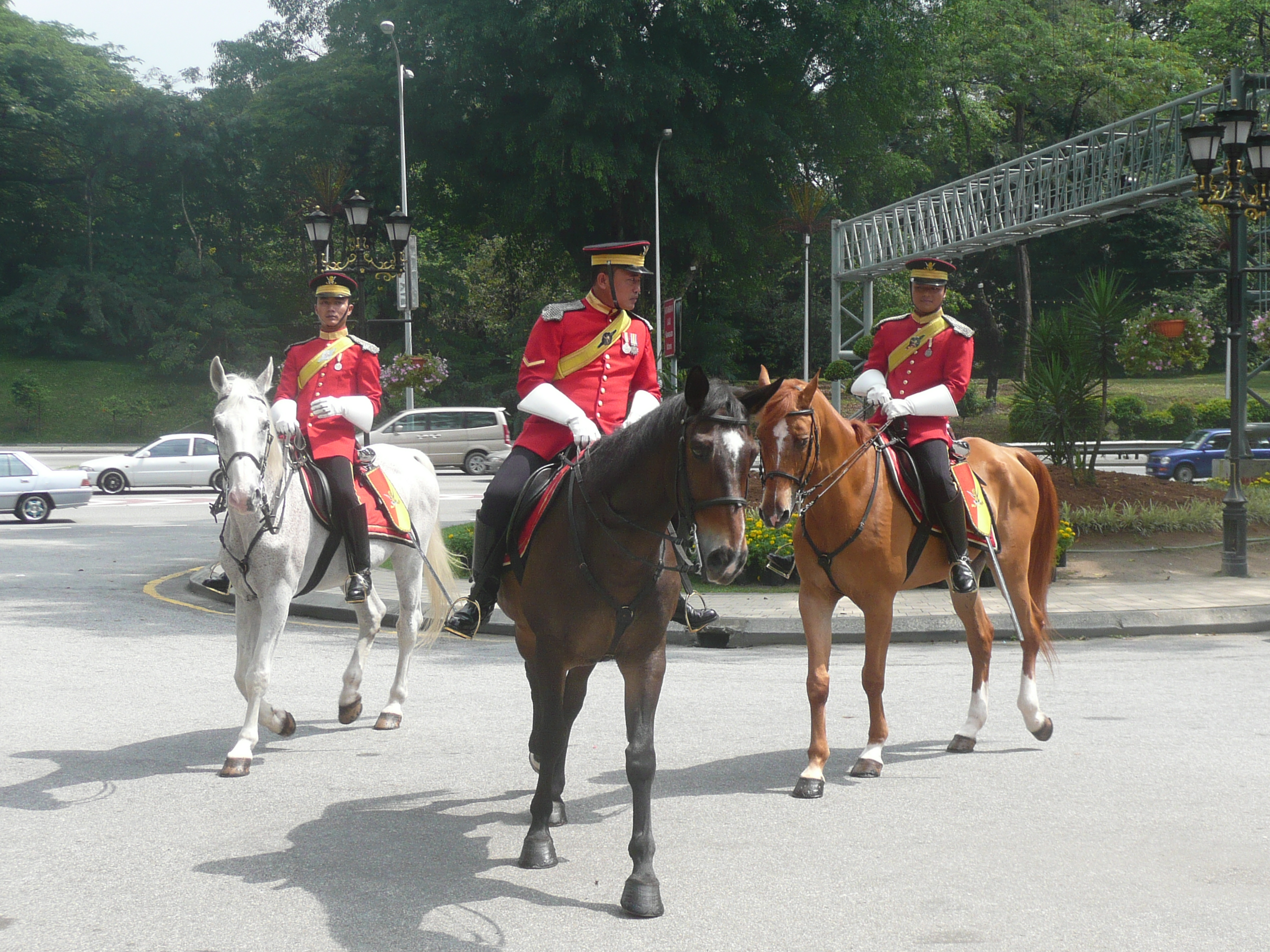
Cerimonia del cambio della guardia cerimonia alle 12.